# Michał Kantakuzen Şeytanoğlu
Michał Kantakuzen zwany Şeytanoğlu (gr. Μιχαήλ Καντακουζηνός, ur. 1510, zm. 3 marca 1578) – grecki magnat, znany z ogromnego bogactwa i wpływów politycznych.

## Życiorys
Nic nie wiadomo o jego pochodzeniu i wczesnym okresie życia. Choć nosił nazwisko jednego z najznakomitszych rodów późnego Bizancjum, trzeba pamiętać, że wielu bogatych Greków w tym czasie przyjmowało bizantyńskie nazwiska i twierdziło, że wywodzi się ze znanych rodów. Michał Kantakuzen zawdzięczał bogactwo monopolom solnym w Anchialos, rybołówstwu i handlowi futrami z Moskwą. Jego roczny dochód był szacowany na 60000 dukatów. Po zniszczeniu osmańskiej floty w bitwie pod Lepanto w 1571 roku, był w stanie zbudować i wyposażyć 60 galer z własnej kieszeni. Jego politycznym protektorem był wielki wezyr Sokollu Mehmed Pasza. Ze względu na bezwzględność i drapieżność w interesach Kantakuzen był nazywany „Şeytanoğlu” („syn diabła”). Michał odgrywał istotną rolę w handlu stanowiskami kościelnymi w patriarchacie Konstantynopola oraz w Mołdawii i na Wołoszczyźnie. Dzięki niemu patriarchami Konstantynopola zostali: Joazaf II i Metrofan III. Michał doprowadził również do upadku Piotra Młodego, hospodara wołoskiego.
Kantakuzen mieszkał w Anchialos, gdzie wybudował wspaniały pałac, który kosztował 20000 dukatów. Jego ekstrawagancja wzbudzała zawiść i wrogość nie tylko wśród Greków, ale i wśród Turków. W lipcu 1576 roku został aresztowany, a jego własność została skonfiskowana. Udało mu się uratować życie. Został uwolniony tylko dzięki interwencji Mehmeda Paszy. Odzyskał majątek, ale został ponownie oskarżony o spiskowanie przeciwko sułtanowi. 3 marca 1578 roku został powieszony na bramie swojego pałacu w Anchialos. Jego majątek został zlicytowany. Był m.in. posiadaczem dużej biblioteki, która została zakupiona przez jeden z klasztorów na Górze Athos.
Michał był dwukrotnie żonaty. Imię jego pierwszej żony nie jest znane. Miał z nią przynajmniej jedną córkę. Jego druga żoną była córką księcia Wołoszczyzny Mirczy. Miał z nią trzech synów: Andronika (ur. 1553), Demetriusza (ur. 1566) i Jana (ur. 1570). Andronik odzyskał część majątku ojca. Został jednym z powierników Michała Walecznego.